# اندیس آنومالی آبرود
آنومالی آبرود یک اندیس فلزی است که در حوالی شهر داورزن استان خراسان قرار دارد و مادهٔ معدنی موجود در آن، طلا است.سنگ میزبان این اندیس کنگلومرا، پریدوتیت، ریوداسیت است در این اندیس، پاراژنزهای باریت، بیوتیت، اپیدوت، گارنت، گوتیت، مالاکیت، پیریت، زیرکن، کرومیت، گالن، مارکاسیت، اسمیت زونیت، سروسیت یافت می‌شوند.